# 사원 전투
사원 전투(沙苑之戰)는 537년 사원(沙苑) 부근에서 벌어진 서위(西魏)와 동위(東魏) 간의 일련의 전투를 말한다. 이 전투에서 서위가 승리하였다.

## 주요 참전자

### 서위(西魏)
- 안정군공 우문태 (安定郡公 宇文泰)
- 우근 (于謹)
- 조귀 (趙貴)
- 양어 (梁禦)
- 이필 (李弼)
- 이표 (李標)
- 독고신 (獨孤信)
- 경령귀 (耿令貴)
- 후막진숭 (侯莫陳崇)
- 달해무 (達奚武)
- 고림 (高琳)
- 유량 (劉亮)
- 우문심 (宇文深)
- 하발승 (賀拔勝)
- 양충 (楊忠)
- 왕비 (王羆)

### 동위(東魏)
- 발해왕 고환 (渤海王 高歡)
- 후경 (侯景)
- 고오조 (高敖曹)
- 팽락 (彭樂)
- 곡률금 (斛律金)
- 곡률강거 (斛律羌擧)
- 고숙례 (高叔禮)
- 이휘백 (李徽伯)
- 고간 (高干)
- 설숙 (薛琡)